# Frankrijk op het Eurovisiesongfestival 1997
Frankrijk deed in 1997 voor de veertigste keer mee aan het Eurovisiesongfestival. In de Ierse stad Dublin werd het land op 3 mei vertegenwoordigd door Fanny met het lied Sentiments songes. Het land eindigde met 95 punten op de zevende plaats.

## Nationale voorselectie
Net zoals het voorbije jaar koos men ervoor om een interne selectie te houden. Men koos voor de zangeres Fanny met het lied Sentiments songes.

## In Dublin
In Ierland moest Frankrijk optreden als tweeëntwintigste, net na Denemarken en voor Kroatië. Op het einde van de puntentelling werd duidelijk dat Frankrijk de zevende plaats had behaald met 95 punten. Men ontving drie keer het maximum van de punten.

### Gekregen punten
Nederland had vijf punten over voor deze inzending en België deed niet mee in 1997.

#### Finale
| 12 punten                     | 10 punten           | 8 punten                                       | 7 punten                                  | 6 punten             |
| ----------------------------- | ------------------- | ---------------------------------------------- | ----------------------------------------- | -------------------- |
| - Estland - Noorwegen - Polen | - Ierland - IJsland |                                                |                                           | - Portugal - Rusland |
| 5 punten                      | 4 punten            | 3 punten                                       | 2 punten                                  | 1 punt               |
| - Nederland                   | - Griekenland       | - Bosnië en Herzegovina - Cyprus - Zwitserland | - Hongarije - Slovenië - Turkije - Zweden | - Denemarken         |

### Punten gegeven door Frankrijk

#### Finale
Punten gegeven in de finale:
| 12 punten | Verenigd Koninkrijk |
| 10 punten | Ierland             |
| 8 punten  | Estland             |
| 7 punten  | Slovenië            |
| 6 punten  | Turkije             |
| 5 punten  | Hongarije           |
| 4 punten  | Cyprus              |
| 3 punten  | Polen               |
| 2 punten  | Spanje              |
| 1 punt    | Malta               |